# Konwencja Narodowa Nowej Fundlandii

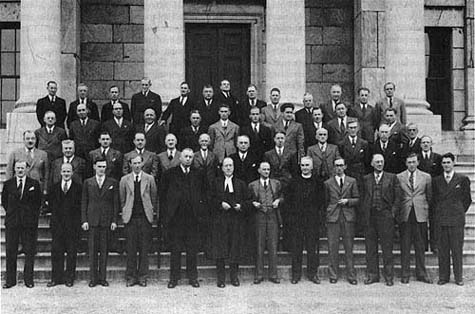
Uczestnicy Konwencji Narodowej Nowej Fundlandii

Konwencja Narodowa Nowej Fundlandii (Newfoudland National Convention) – ciało przedstawicielskie w Nowej Fundlandii wyłonione w bezpośrednich wyborach w roku 1946 i działające do roku 1947. Konwencja nie miała mocy ustawodawczej, lecz jedynie opiniotwórczą. Jej zadaniem było przedstawienie propozycji sposobu zakończenia brytyjskich rządów komisarycznych nad wyspą.
W skład konwencji wchodziło 45 przedstawicieli wybranych w jednomandatowych okręgach wyborczych, pokrywających Nową Fundlandię i pozostającą pod jej administracją część półwyspu Labrador. Do wyborów startowali oni jako niezależni posłowie, nie związani z żadnymi partiami politycznymi, których działalność na wyspie była zawieszona w okresie zarządu komisarycznego.
Pierwsze posiedzenie Konwencji odbyło się 11 września 1946 r. Po wyborze przewodniczącego konwencji, którym został Cyril Fox (a po jego nagłej śmierci Frederick Gordon Bradley), konwencja podzieliła się na szereg komitetów, zajmujących się różnymi aspektami życia na wyspie. Każdy z komitetów miał obowiązek opracować raporty, które były dyskutowane w czasie debat plenarnych. Debaty te były transmitowane przez publiczne radio i cieszyły się powszechnym zainteresowaniem mieszkańców wyspy. 
W czasie niekiedy burzliwych obrad delegaci podzielili się na dwie ostro zarysowane grupy. Pierwsza z nich - The Responsible Government League, której liderem został Peter Cashin, optowała za powrotem wyspy do statusu dominium. Druga grupa - The Confederate Association, której liderem był Joseph Smallwood, optowała za unią z Kanadą, czyli przystąpieniem do Konfederacji. Z czasem z partii zwolenników niezależności politycznej odłączyła się grupa, której przewodził Chasley Crosbie. Nosiła ona nazwę Economic Union Party – Partia Unii Ekonomicznej. Podobnie jak RGL, optowała ona za niezależnością, lecz postulowała zbliżenie (unię gospodarczą) ze Stanami Zjednoczonymi. 
W początku roku 1947 Konwencja uzyskała od władz brytyjskich mandat na reprezentowanie Nowej Fundlandii na arenie międzynarodowej. Konwencja wysłała dwie delegacje, najpierw do Londynu, a potem do Ottawy, w celu wybadania intencji Wielkiej Brytanii i Kanady oraz podjęcia wstępnych negocjacji. Wyniki obu podróży przedstawiono na posiedzeniu Konwencji, które odbyło się w październiku 1947. Mimo że delegacja londyńska powróciła do kraju bez zdecydowanego poparcia Londynu (głównie oczekiwano wsparcia ekonomicznego), a Kanada przyrzekła znaczną pomoc dla chwiejnej gospodarki wyspy, konwencja pozostała podzielona w swych dążeniach i nie zdołała uzgodnić jednolitego stanowiska. Ostatecznie zalecono przeprowadzenie referendum, w którym mieszkańcy Nowej Fundlandii i Labradoru mieli się wypowiedzieć za jedną z dwóch dominujących opcji, po czym Konwencja się rozwiązała.
Zobacz też: historia Nowej Fundlandii.